# Fórmula 2 FIA 2009 - Ronda 8
A Ronda 8 de 2009 da Fórmula 2 foi a oitava e última ronda da Temporada de Fórmula 2 FIA de 2009. Foi realizada a 31 de Outubro e 1 de Novembro no Circuit de Catalunya em Montmeló, perto de Barcelona, Espanha. A primeira corrida foi ganha por Andy Soucek, com Mikhail Aleshin e o estreante Tristan Vautier a completarem o pódio. A segunda corrida foi também ganha por Andy Soucek, com Nicola de Marco e Robert Wickens nos restantes lugares do pódio. Edoardo Piscopo falhou esta ronda para participar na primeira ronda das Temporada da GP2 Asia Series de, no Yas Marina Circuit. Assim, o seu lugar foi ocupado pelo piloto de Fórmula Palmer Audi Tristan Vautier. Carlos Iaconelli também falhou esta ronda, devido a gripe.

## Resultados

### Qualificação 1
| Pos | Piloto              | Tempo     |
| --- | ------------------- | --------- |
| 1   | Robert Wickens      | 1:39.020  |
| 2   | Andy Soucek         | 1:39.268  |
| 3   | Nicola de Marco     | 1:39.416  |
| 4   | Mikhail Aleshin     | 1:39.426  |
| 5   | Tristan Vautier     | 1:39.446  |
| 6   | Julien Jousse       | 1:39.502  |
| 7   | Philipp Eng         | 1:39.511  |
| 8   | Mirko Bortolotti    | 1:39.654  |
| 9   | Natacha Gachnang    | 1:39.660  |
| 10  | Kazim Vasiliauskas  | 1:39.707  |
| 11  | Miloš Pavlović      | 1:39.721  |
| 12  | Tobias Hegewald     | 1:39.847  |
| 13  | Jason Moore         | 1:39.955  |
| 14  | Jolyon Palmer       | 1:40.022  |
| 15  | Armaan Ebrahim      | 1:40.042  |
| 16  | Jens Höing          | 1:40.396  |
| 17  | Henri Karjalainen   | 1:40.529  |
| 18  | Tom Gladdis         | 1:40.541  |
| 19  | Germán Sánchez      | 1:40.720  |
| 20  | Sebastian Hohenthal | 1:40.956  |
| 21  | Alex Brundle        | 1:41.036  |
| 22  | Ollie Hancock       | 1:41.770  |
| 23  | Pietro Gandolfi     | 1:42.361  |
| 24  | Jack Clarke         | sem tempo |

### Qualificação 2
| Pos | Piloto              | Tempo    |
| --- | ------------------- | -------- |
| 1   | Robert Wickens      | 1:38.096 |
| 2   | Andy Soucek         | 1:38.163 |
| 3   | Philipp Eng         | 1:38.201 |
| 4   | Nicola de Marco     | 1:38.319 |
| 5   | Tobias Hegewald     | 1:38.343 |
| 6   | Kazim Vasiliauskas  | 1:38.414 |
| 7   | Mikhail Aleshin     | 1:38.470 |
| 8   | Tristan Vautier     | 1:38.488 |
| 9   | Armaan Ebrahim      | 1:38.526 |
| 10  | Julien Jousse       | 1:38.607 |
| 11  | Jason Moore         | 1:38.624 |
| 12  | Jolyon Palmer       | 1:38.810 |
| 13  | Mirko Bortolotti    | 1:38.840 |
| 14  | Miloš Pavlović      | 1:38.888 |
| 15  | Natacha Gachnang    | 1:38.916 |
| 16  | Tom Gladdis         | 1:39.012 |
| 17  | Alex Brundle        | 1:39.126 |
| 18  | Jack Clarke         | 1:39.310 |
| 19  | Henri Karjalainen   | 1:39.348 |
| 20  | Sebastian Hohenthal | 1:39.803 |
| 21  | Jens Höing          | 1:40.322 |
| 22  | Germán Sánchez      | 1:40.464 |
| 23  | Ollie Hancock       | 1:40.544 |
| 24  | Pietro Gandolfi     | 1:41.765 |

### Corrida 1
| 1                                                              | Andy Soucek         | 20 | 33:53.492 | 2  | 10 |
| 2                                                              | Mikhail Aleshin     | 20 | +4.389    | 4  | 8  |
| 3                                                              | Tristan Vautier     | 20 | +7.645    | 5  | 6  |
| 4                                                              | Julien Jousse       | 20 | +7.980    | 6  | 5  |
| 5                                                              | Philipp Eng         | 20 | +13.329   | 7  | 4  |
| 6                                                              | Mirko Bortolotti    | 20 | +13.825   | 8  | 3  |
| 7                                                              | Natacha Gachnang    | 20 | +16.977   | 9  | 2  |
| 8                                                              | Kazim Vasiliauskas  | 20 | +17.476   | 10 | 1  |
| 9                                                              | Tobias Hegewald     | 20 | +19.251   | 12 |    |
| 10                                                             | Miloš Pavlović      | 20 | +24.503   | 11 |    |
| 11                                                             | Nicola de Marco     | 20 | +26.378   | 3  |    |
| 12                                                             | Armaan Ebrahim      | 20 | +27.830   | 15 |    |
| 13                                                             | Jolyon Palmer       | 20 | +32.587   | 14 |    |
| 14                                                             | Tom Gladdis         | 20 | +33.010   | 18 |    |
| 15                                                             | Alex Brundle        | 20 | +37.925   | 21 |    |
| 16                                                             | Henri Karjalainen   | 20 | +38.232   | 17 |    |
| 17                                                             | Jack Clarke         | 20 | +42.997   | 24 |    |
| 18                                                             | Ollie Hancock       | 20 | +47.618   | 22 |    |
| 19                                                             | Jason Moore         | 20 | +47.901   | 13 |    |
| 20 (Ret)                                                       | Sebastian Hohenthal | 12 | DNF       | 20 |    |
| 21 (Ret)                                                       | Pietro Gandolfi     | 6  | DNF       | 23 |    |
| 22 (Ret)                                                       | Robert Wickens      | 4  | DNF       | 1  |    |
| 23 (Ret)                                                       | Jens Höing          | 0  | DNF       | 16 |    |
| DNS                                                            | Germán Sánchez      | 0  |           | 19 |    |
| Volta mais rápida: Jason Moore 1:40.931 (166.0 Kph) na volta 5 |                     |    |           |    |    |

Nota: DNS: Não começou a corrida; DNF: Não acabou a corrida

### Corrida 2
| 1                                                              | Andy Soucek         | 20 | 33:53.492 | 2  | 10 |
| 2                                                              | Nicola de Marco     | 20 | +7.538    | 4  | 8  |
| 3                                                              | Robert Wickens      | 20 | +9.645    | 1  | 6  |
| 4                                                              | Kazim Vasiliauskas  | 20 | +10.197   | 6  | 5  |
| 5                                                              | Tobias Hegewald     | 20 | +14.652   | 5  | 4  |
| 6                                                              | Tristan Vautier     | 20 | +19.626   | 8  | 3  |
| 7                                                              | Mikhail Aleshin     | 20 | +21.529   | 7  | 2  |
| 8                                                              | Julien Jousse       | 20 | +21.892   | 10 | 1  |
| 9                                                              | Philipp Eng         | 20 | +24.201   | 3  |    |
| 10                                                             | Armaan Ebrahim      | 20 | +25.618   | 9  |    |
| 11                                                             | Jolyon Palmer       | 20 | +26.809   | 12 |    |
| 12                                                             | Alex Brundle        | 20 | +31.384   | 17 |    |
| 13                                                             | Natacha Gachnang    | 20 | +32.857   | 15 |    |
| 14                                                             | Jack Clarke         | 20 | +38.459   | 18 |    |
| 15                                                             | Tom Gladdis         | 20 | +39.156   | 16 |    |
| 16                                                             | Jason Moore         | 20 | +39.615   | 11 |    |
| 17                                                             | Henri Karjalainen   | 20 | +44.476   | 19 |    |
| 18                                                             | Ollie Hancock       | 20 | +44.811   | 23 |    |
| 19                                                             | Miloš Pavlović      | 20 | +1:09.899 | 14 |    |
| 20                                                             | Pietro Gandolfi     | 20 | +1:16.682 | 24 |    |
| 21                                                             | Jens Höing          | 18 | +2 laps   | 21 |    |
| 22 (Ret)                                                       | Sebastian Hohenthal | 10 | DNF       | 20 |    |
| 23 (Ret)                                                       | Mirko Bortolotti    | 8  | DNF       | 13 |    |
| DNS                                                            | Germán Sánchez      | 0  |           | 22 |    |
| Volta mais rápida: Andy Soucek 1:39.704 (168.1 Kph) na volta 2 |                     |    |           |    |    |

Nota: DNS: Não começou a corrida; DNF: Não acabou a corrida

## Tabela do campeonato após a ronda
Observe que somente as cinco primeiras posições estão incluídas na tabela.
Tabela do campeonato de pilotos
| Pos | Piloto           | Pontos |
| --- | ---------------- | ------ |
| 1   | Andy Soucek      | 115    |
| 2   | Robert Wickens   | 64     |
| 3   | Mikhail Aleshin  | 59     |
| 4   | Mirko Bortolotti | 50     |
| 5   | Julien Jousse    | 49     |